# 自由ロシアの讃歌
自由ロシアの讃歌（じゆうロシアのさんか、露: Гимн Свободной России、英: Anthem of Free Russia）は、1917年のロシア臨時政府時代の非公式の国歌である。
2月革命後にロシア共和国に提案された国歌でもある。
この国歌はロシアの作曲家アレクサンドル・グレチャニノフによって作曲され、歌詞はコンスタンチン・バリモントによって書かれたが、ロシア臨時政府などに承認され国歌になる事はなかった。
なお、当時承認されていた公式国歌は｢労働者のラ・マルセイエーズ｣である。

## 歴史
グレチャニノフは、この国歌の音楽が未完成だったため、歌詞を作詞してもらおうと不満を持ったので、バリモントに連絡したとされる。また、この非公式の国歌が初めて公開されたは、エミール・クーパー監督の元、ボリショイ・カーメンヌイ劇場で公開されたのが始まりであった。
また、グレチャニノフがアメリカ合衆国に訪れた後、彼の友人であるクルトシンドラーと彼の妻はテキストをアメリカ英語に翻訳した。グレチャニノフは、1954年にニューヨークで出版された本「MyLife」にこの国歌について触れている。

## 歌詞
| Да здравствует Россия, свободная страна! Свободная стихия великой суждена! Могучая держава, безбрежный океан! Борцам за волю слава, развеявшим туман! Да здравствует Россия, свободная страна! Свободная стихия великой суждена! Леса, поля, и нивы, и степи, и моря, Мы вольны и счастливы, нам всем горит заря! Да здравствует Россия, свободная страна! Свободная стихия великой суждена! | 万歳、ロシアよ、自由なる国よ! 自由の潮流が、大いなるものと認められた! 強大なる国家、果てなき海洋 霧を吹き払いし、自由の闘士達に栄光を 万歳、ロシアよ、自由なる国よ! 自由の潮流が、大いなるものと認められた! 森、野、畑、草原、そして海 自由なる、幸福なる我らの、誰もに暁が輝く! 万歳、ロシアよ、自由なる国よ! 自由の潮流が、大いなるものと認められた! |

### 1926年のバージョン
| Да здравствует Россия, свободная страна! Свободная стихия великой суждена! Могучая держава, безбрежный океан! Борцам за волю слава, развеявшим туман! Да здравствует Россия, свободная страна! Свободная стихия великой суждена! Даз дравствует Россия, свободная страна! Свободная стихия великой суждена! Добились теперь мылучшей доли, Свергнули мы царский гнёт! Всем дали за войны земли и воли, Нелезь, вертухай, вперёд! Да здравствует Россия, свободная страна! Свободная стихия великой суждена! | 万歳、ロシアよ、自由なる国よ！ 自由な気質は、偉大な運命だ 強大な力、果てしき海洋 霧を払いし、自由の戦士らに栄光を 万歳、ロシアよ、自由なる国よ！ 自由な気質は、偉大な運命だ 万歳、ロシアよ、自由なる国よ！ 自由な気質は、偉大な運命だ 今、我々は最善を尽くし ツァーリからの弾圧を打ち倒した！ 皆には国と意思への闘いのために与えられ、 邪魔者を追い払って、前進せよ！ 万歳、ロシアよ、自由なる国よ！ 自由な気質は、偉大な運命だ |

## 人気
この歌はロシア革命時に多くの人物に歌われていた。ロシア臨時政府時代も国民の間に人気があったとされる。また、ラジオ・フリー・ヨーロッパの設立後、この曲がインターバル・シグナルとして使用されるほどの人気だったという。ソビエト連邦でも38年連続で、何百万人もの国民が、曲の出所に関係なく、積極的に曲を聴いていたとされる。